# Gang Olsena: Ostatnia misja
Gang Olsena: Ostatnia misja (dun. Olsen-bandens sidste stik, inne tłum. Ostatnia misja gangu Olsena) – duński film z 1998 roku, należący do popularnej serii filmowej Gang Olsena, będący kontynuacją filmu Gang Olsena: Paryski plan z 1981 roku. Ostatni film z serii.
W obsadzie filmu zabrakło aktorki Kirsten Walther - wcielającej się we wszystkich trzynastu poprzednich filmach w rolę Yvonne, gadatliwej żony Kjelda i matki Børge - która zmarła w 1987 roku.

## Fabuła
Po latach spędzonych pod obserwacją psychiatryczną Egon trafia do telewizyjnego talk-show, w którym opowiada o samotności. Po programie udaje mu się wymknąć ze studia. Wkrótce odnajdują go Benny i Kjeld, który jeździ na wózku inwalidzkim. W tym samym czasie do Danii dociera walizka z „aktami Wandenberga”, zawierającymi drażliwe informacje. Egon wykrada ją na zlecenie Hallandsena, jednak zamiast otrzymać nagrodę o mało nie zostaje zabity. Wraz z przyjaciółmi odzyskuje walizkę, jednak wkrótce wszyscy znów wpadają w tarapaty, z których ratuje ich syn Kjelda - Børge.

## Główne role
- Ove Sprogøe - Egon Olsen
- Morten Grunwald - Benny Frandsen
- Poul Bundgaard - Kjeld Jensen
- Jes Holtsø - Børge Jensen, syn Kjelda
- Axel Strøbye - policjant Jensen
- Ole Ernst - Henning Holm
- Bjørn Watt Boolsen - Hallandsen
- Benny Hansen - portier
- Ove Verner Hansen - Bøffen
- Grethe Sønck - Ruth Hansen
- Henrik Koefoed - B. Holm Hansen
- Michael Hasselflug - Alf